# Burgdorfer Krimipreis
Der Burgdorfer Krimipreis ist ein Schweizer Literaturpreis für deutschsprachige Kriminalliteratur. Der mit 5000 Schweizer Franken dotierte Preis wird im Rahmen der alle zwei Jahre stattfindenden Burgdorfer Krimitage vergeben.

## Preisträger
- 1996: Roger Graf
- 1998: Fata Morgana Team
- 2000: Wolf Haas
- 2002: Petra Hammesfahr
- 2004: Ulrich Ritzel für Der Hund des Propheten
- 2006: Stefan Slupetzky für Lemmings Himmelfahrt
- 2008: Jan Seghers für Partitur des Todes
- 2010: Volker Kutscher für Der stumme Tod
- 2012: Friedrich Ani für Süden und die Schlüsselkinder
- 2014: Bernhard Aichner für Leichenspiele
- 2016: Holger Karsten Schmidt für Auf kurze Distanz
- 2018: Ursula Poznanski und Arno Strobel für Anonym
- 2020: Andreas Pflüger für seine Trilogie um Jenny Aaron